# Bletchingdon
Bletchingdon est une paroisse civile et un village de l'Oxfordshire, en Angleterre.

## Patrimoine
- Bletchingdon Park, maison de campagne palladienne.